# Karen Zerby
Karen Elva Zerby (nascida em Camden, New Jersey, Estados Unidos em 31 de julho de 1946) é a atual líder do grupo antes conhecido como Meninos de Deus, um novo movimento religioso. O grupo é agora chamado A Família Internacional (AFI).  Ela mudou seu nome legalmente para Katherine Rianna Smith em 1997, e usa os pseudônimos Maria David, Maria Berg, Maria Fontaine, Mamãe Maria e Rainha Maria.
Zerby se juntou ao grupo, na época chamado Teens for Christ (Adolescentes por Jesus), em 1969. Depois de se tornar secretária particular de David Berg, o fundador do grupo, teve início um relacionamente entre os dois. Eventualmente Berg deixou sua primeira esposa, Jane Miller, e se uniu a Zerby. Logo após deixar Jane Miller, Berg contou ao grupo a respeito de uma profecia chamada "A Nova Igreja e a Velha Igreja", o que foi visto por membros do movimento como uma justificativa para suas ações.
Em 1975 enquanto vivia em Tenerife, Espanha, Zerby teve um filho, Ricky Rodriguez (conhecido dentro da FI por Davidito). Apesar de não ser filho biológico de Berg, era tido como um filho adotivo. A infância de Ricky foi registrada em um livro chamado  A História de Davidito, com o propósito de de ser um exemplo para outros membros do grupo criarem seus filhos. O livro é polêminco . Em janeiro de 2005, o filho de Zerby, Ricky, assassinou a ex-membro do grupo Angela Smith, que havia se envolvido com a sua criação   e numa ocasião foi secretária-executiva de Zerby. Horas depois Ricky cometeu suicídio. 
Com a saúde de David Berg declinando nos últimos anos de sua vida, Zerby começou a assumir um papel de liderança dentro do grupo. Com seu falecimento em outubro de 1994, ela assumiu a liderança espiritual do grupo casando-se pouco depois com seu antigo parceiro Steven Douglas Kelly (mudou seu nome para Christopher Smith, e é conhecido no grupo como Peter Amsterdam ou Rei Peter).
Um elemento consistente na história da FI tem sido uma aversão à fiscalização governamental e um extremo sigilo a respeito da liderança das finanças. Recentemente, Steven Kelly tem levado fotografias de Karen Zerby consigo em suas viagens para mostrar a membros do grupo, uma vez que a maioria nunca havia visto uma foto de sua líder espiritual antes disso. Apesar de que agora a maioria dos membros já viu fotos ou filmagens de Karen Zerby e Steven Kelly, suas identidades e localização ainda são fortemente resguardados por membros que vivem proximo deles. Fotos ou filmagens recentes de Karen Zerby não foram disponibilizadas mesmo para membros em tempo integral da FI antes de março de 2005, quando véria fotos recentes vazaram na Internet. Esse fato marcou a primeira vez que fotos de Karen Zerby divulgadas ao público em mais de trinta anos.